# Список дипломатичних місій Білорусі

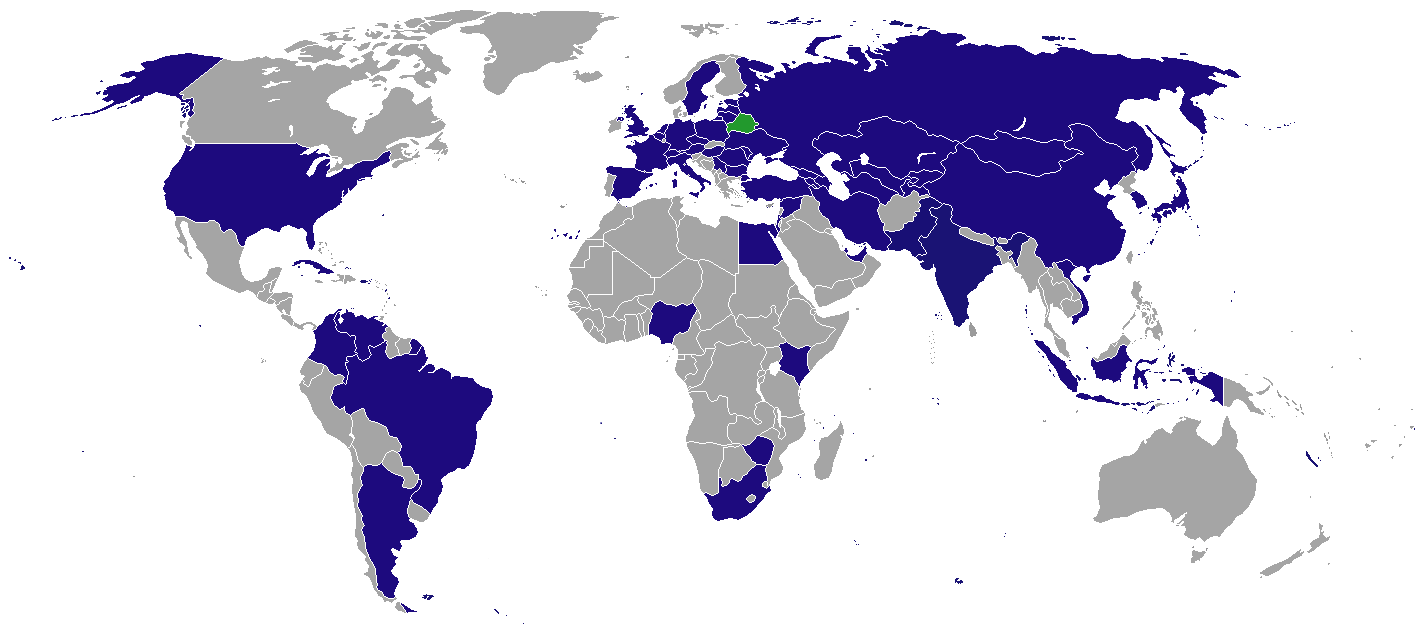

Список дипломатичних представництв Республіки Білорусь.

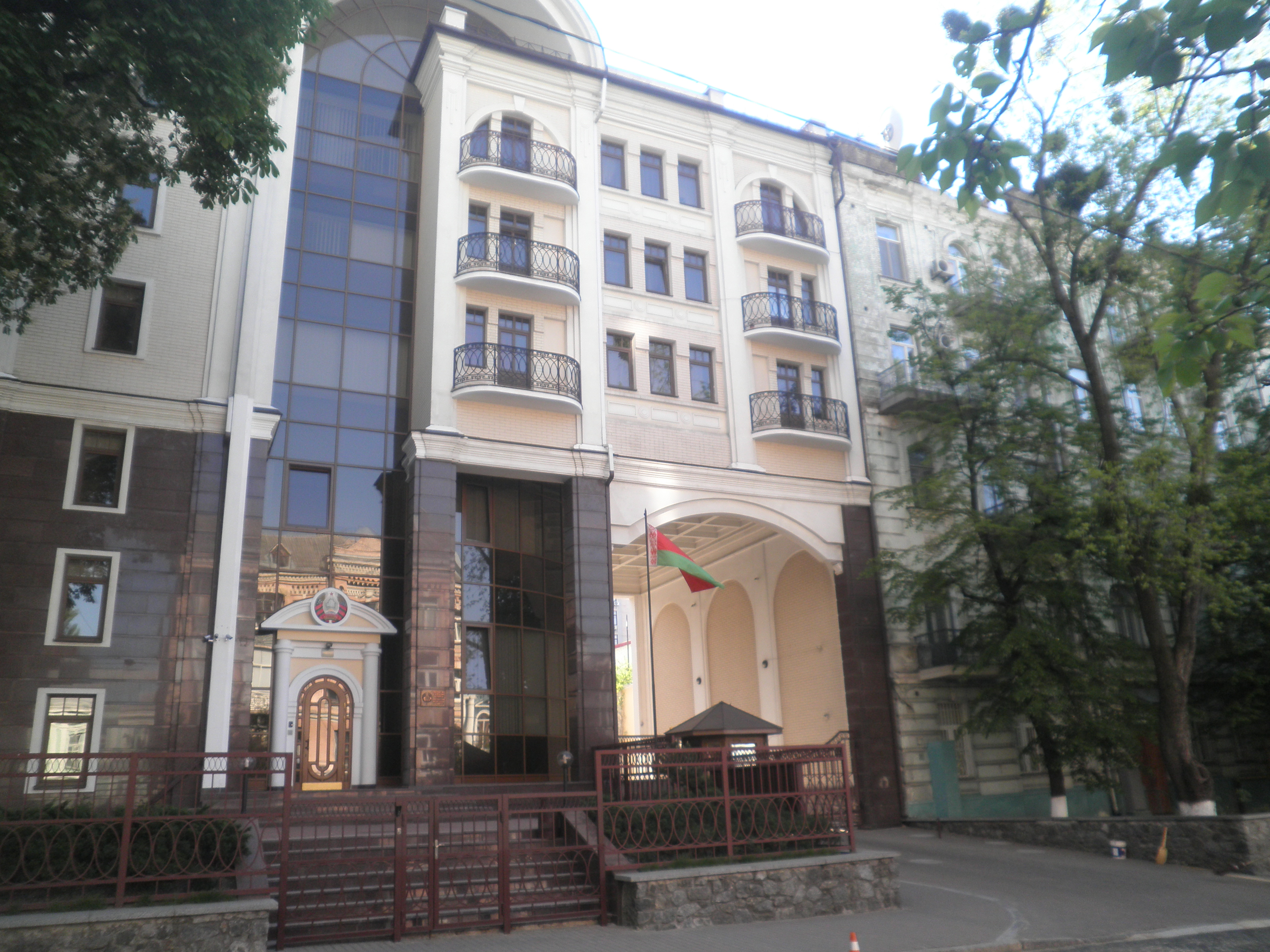
Посольство Республіки Білорусь в Україні

## Європа
- Австрія Відень (посольство)
- Бельгія Брюссель (посольство)
- Болгарія Софія (посольство)
- Велика Британія Лондон (посольство)
- Німеччина Берлін (посольство)
  - Бонн (відділення посольства)
  - Мюнхен (генеральне консульство)
- Угорщина Будапешт (посольство)
- Італія Рим (посольство)
- Латвія Рига (посольство)
  - Даугавпілс (генеральне консульство)
- Литва Вільнюс (посольство)
- Молдова Кишинів (посольство)
- Нідерланди Гаага (посольство)
- Польща Варшава (посольство)
  - Гданськ (генеральне консульство)
  - Білосток (генеральне консульство)
  - Біла Підляська (консульство)
- Росія Москва (посольство)
  - Єкатеринбург (відділення посольства)
  - Казань (відділення посольства)
  - Калінінград (відділення посольства)
  - Красноярськ (відділення посольства)
  - Нижній Новгород (відділення посольства)
  - Новосибірськ (відділення посольства)
  - Ростов-на-Дону (відділення посольства)
  - Санкт-Петербург (відділення посольства)
  - Смоленськ (відділення посольства)
  - Уфа (відділення посольства)
  - Хабаровськ (генеральне консульство)
- Румунія Бухарест (посольство)
- Сербія Белград (посольство)
- Словаччина Братислава (посольство)
- Україна Київ (Посольство Республіки Білорусь в Україні)
  - Одеса (генеральне консульство)
- Фінляндія Гельсінкі (посольство)
- Франція Париж (посольство)
- Чехія Прага (посольство)
- Швейцарія Берн (посольство)
- Швеція Стокгольм (посольство)
- Естонія Таллінн (посольство)

## Америка
- Аргентина Буенос-Айрес (посольство)
- Бразилія Бразиліа (посольство)
  - Ріо-де-Жанейро (генеральне консульство)
- Венесуела Каракас (посольство)
- Канада Канада, Оттава
- Куба Гавана (посольство)
- США Вашингтон (посольство)
  - Нью-Йорк (генеральне консульство)

## Африка
- Єгипет Каїр (посольство)
- Лівія Триполі (посольство)
- Нігерія Абуджа (посольство)
- ПАР Преторія (посольство)

## Азія
- Вірменія Єреван (посольство)
- Азербайджан Баку (посольство)
- В'єтнам Ханой (посольство)
- Ізраїль Тель-Авів (посольство)
- Індія Нью-Делі (посольство)
- Індонезія Джакарта (посольство)
- Іран Тегеран (посольство)
- Казахстан Астана (посольство)
  - Алмати (консульство)
- КНР Пекін (посольство)
  - Шанхай (генеральне консульство)
- Південна Корея Сеул (посольство)
- Киргизстан Бішкек (посольство)
- ОАЕ Абу-Дабі (посольство)
- Сирія Дамаск (посольство)
- Таджикистан Душанбе (посольство)
- Туркменістан Ашхабад (посольство)
- Туреччина Анкара (посольство)
  - Стамбул (генеральне консульство)
- Узбекистан Ташкент (посольство)
- Японія Токіо (посольство)

## Представництва в міжнародних організаціях
- Брюссель (представництво при ЄС та НАТО)
- Женева (постійна місія при ООН)
- Нью-Йорк (постійна місія при ООН)
- Париж (постійна місія при ЮНЕСКО)
- Страсбург (постійна місія при Раді Європи)
- Відень (постійна місія при ООН)